# Lars Elton Myhre
Lars Elton Myhre, né le 17 août 1984 à Gjøvik, est un skieur alpin norvégien. Il est un skieur polyvalent.

## Biographie
Actif à partir de 1999, il prend part à la Coupe du monde à partir de 2003. Chez les juniors, il remporte une médaille de bronze aux mondiaux 2004 de la catégorie en combiné, présageant de sa versatilité. 
Il marque ses premiers points en Coupe du monde en décembre 2015 en étant huitième du slalom de Beaver Creek. Il est ensuite dixième du combiné de Wengen. Son prochain top dix est obtenu en descente en mars 2017 à Kvitfjell (10e), montrant ses aptitudes dans différentes disciplines. Son meilleur résultat intervient plusieurs mois plus tard au super combiné de Beaver Creek, où il est cinquième. Il obtient son dernier top dix en janvier 2012 à Wengen. 
Il est sélectionné pour les Jeux olympiques d'hiver de 2006, où il ne termine pas le slalom et les Jeux olympiques d'hiver de 2010, où il est 31e de la descente, 25e du super G et abandonne à la fois le slalom et le super combiné. 
Aux Championnats du monde, il obtient deux résultats dans le top dix, arrivant dixième du slalom en 2007 et septième du combiné en 2011.
Sa carrière sportive s'arrête en 2013.

## Palmarès

### Jeux olympiques
| Épreuve / Édition | Descente | Super G | Slalom géant | Slalom  | Combiné |
| JO 2006 Turin     | —        | —       | —            | Abandon | —       |
| JO 2010 Vancouver | 31e      | 25e     | –            | Abandon | Abandon |

### Championnats du monde
| Édition / Épreuve                    | Descente | Super G | Slalom | Combiné     |
| ------------------------------------ | -------- | ------- | ------ | ----------- |
| Mondiaux 2007 Åre                    | 25e      | 35e     | 10e    | 15e         |
| Mondiaux 2009 Val d'Isère            | Abandon  | Abandon | 11e    | Disqualifié |
| Mondiaux 2011 Garmisch-Partenkirchen | 35e      | -       | 23e    | 7e          |

### Coupe du monde
- Meilleur classement général : 48e en 2010.
- Meilleur résultat : 5e.

#### Différents classements en Coupe du monde
| Année/Classement | Général | Général | Descente | Descente | Slalom géant | Slalom géant | Slalom | Slalom | Super G | Super G | Combiné | Combiné |
| Année/Classement | Class.  | Points  | Class.   | Points   | Class.       | Points       | Class. | Points | Class.  | Points  | Class.  | Points  |
| ---------------- | ------- | ------- | -------- | -------- | ------------ | ------------ | ------ | ------ | ------- | ------- | ------- | ------- |
| 2006             | 72e     | 77      | -        | -        | -            | -            | 33e    | 42     | -       | -       | 19e     | 35      |
| 2007             | 78e     | 81      | 42e      | 26       | -            | -            | -      | -      | -       | -       | 19e     | 55      |
| 2008             | 69e     | 103     | 37e      | 32       | -            | -            | 58e    | 7      | 48e     | 5       | 18e     | 59      |
| 2009             | 57e     | 136     | 56e      | 2        | -            | -            | 29e    | 60     | -       | -       | 15e     | 74      |
| 2010             | 48e     | 168     | -        | -        | -            | -            | 17e    | 120    | -       | -       | 23e     | 48      |
| 2011             | 84e     | 69      | -        | -        | -            | -            | 40e    | 36     | -       | -       | 24e     | 23      |
| 2012             | 82e     | 71      | -        | -        | -            | -            | 29e    | 71     | -       | -       | -       | -       |

### Championnats du monde junior
- Maribor 2004 :
  -  Médaille de bronze en combiné.

### Coupe d'Europe
- 6 podiums, dont 4 victoires.

### Championnats de Norvège
- 3 titres en super combiné : 2009, 2010 et 2011.